# Giovanni Amore
«Giovanni Amore » es una canción interpretada por el grupo femenil mexicano Flans, extraído de su cuarto álbum de estudio Alma Gemela (1988). Fue lanzado como el cuarto sencillo del material para julio de 1989 por la discográfica Melody Discos.
La canción es compuesta por los autores Mariano Pérez, Carlos Gómez y José Antonio García Morato y por la misma Mimi. La voz principal de la canción es interpretada por Mimí a coros con Ilse e Ivonne.
El tema fue nuevamente interpretado y versionado por las integrantes de Flans —Ilse, Ivonne y Mimí— durante su gira Tour Flans Primera fila e incluida en el álbum en vivo Primera fila: Flans de 2014, álbum por el cual el grupo musical obtienen disco de oro, y disco de platino por altas ventas en México.
La canción narra la historia de una mujer que viaja alrededor del mundo constantemente y que al llegar de visita a Venecia conoce a un hombre llamado Giovanni con el cual establece una conexión qué, aunque fugaz, logra ser real y sincera para ambos.
Al final, se da a entender que por su ritmo de vida, la mujer no dura mucho en la ciudad, por lo que tiene que despedirse de su amor y dejarlo atrás con la promesa de llevarlo siempre en su mente.